# Джакомо Ді Джорджі
Джакомо Ді Джорджі (ісп. Giácomo Di Giorgi, нар. 24 лютого 1981, Акарігуа) — венесуельський футболіст, що грав на позиції півзахисника.
Виступав, зокрема, за клуб «Каракас», а також національну збірну Венесуели.

## Клубна кар'єра
У дорослому футболі дебютував 2002 року виступами за команду «Уньйон Лара», в якій провів один сезон. 
Згодом з 2003 по 2014 рік грав у складі команд «Естудіантес де Меріда», «Карабобо», «Льянерос де Гуанаре», «Депортіво Ансоатегі» та «Депортіво Тачира».
Своєю грою за останню команду привернув увагу представників тренерського штабу клубу «Каракас», до складу якого приєднався 2014 року. Відіграв за команду з Каракаса наступні три сезони своєї ігрової кар'єри. Більшість часу, проведеного у складі «Каракас», був основним гравцем команди.
Завершив ігрову кар'єру у команді «Депортіво Лара», за яку виступав протягом 2017—2019 років.

## Виступи за збірні
У 2001 році залучався до складу молодіжної збірної Венесуели. На молодіжному рівні зіграв у 5 офіційних матчах.
У 2002 році дебютував в офіційних матчах у складі національної збірної Венесуели.
У складі збірної був учасником розіграшу Кубка Америки 2011 року в Аргентині.
Загалом протягом кар'єри в національній команді, яка тривала 11 років, провів у її формі 36 матчів.